# 妙興寺站
妙興寺站（日语：／ Myōkōji eki */?）是一個位於日本愛知縣一宮市大和町妙興寺北浦宮地與花池四丁目，屬於名古屋鐵道（名鐵）名古屋本線的鐵路車站。車站編號為NH49。

## 車站構造
對向式月台2面2線的高架車站。
| 月台 | 路線       | 方向 | 目的地                 |
| ---- | ---------- | ---- | ---------------------- |
| 1    | 名古屋本線 | 下行 | 名鐵一宮、名鐵岐阜方向 |
| 2    | 名古屋本線 | 上行 | 名鐵名古屋、金山方向   |

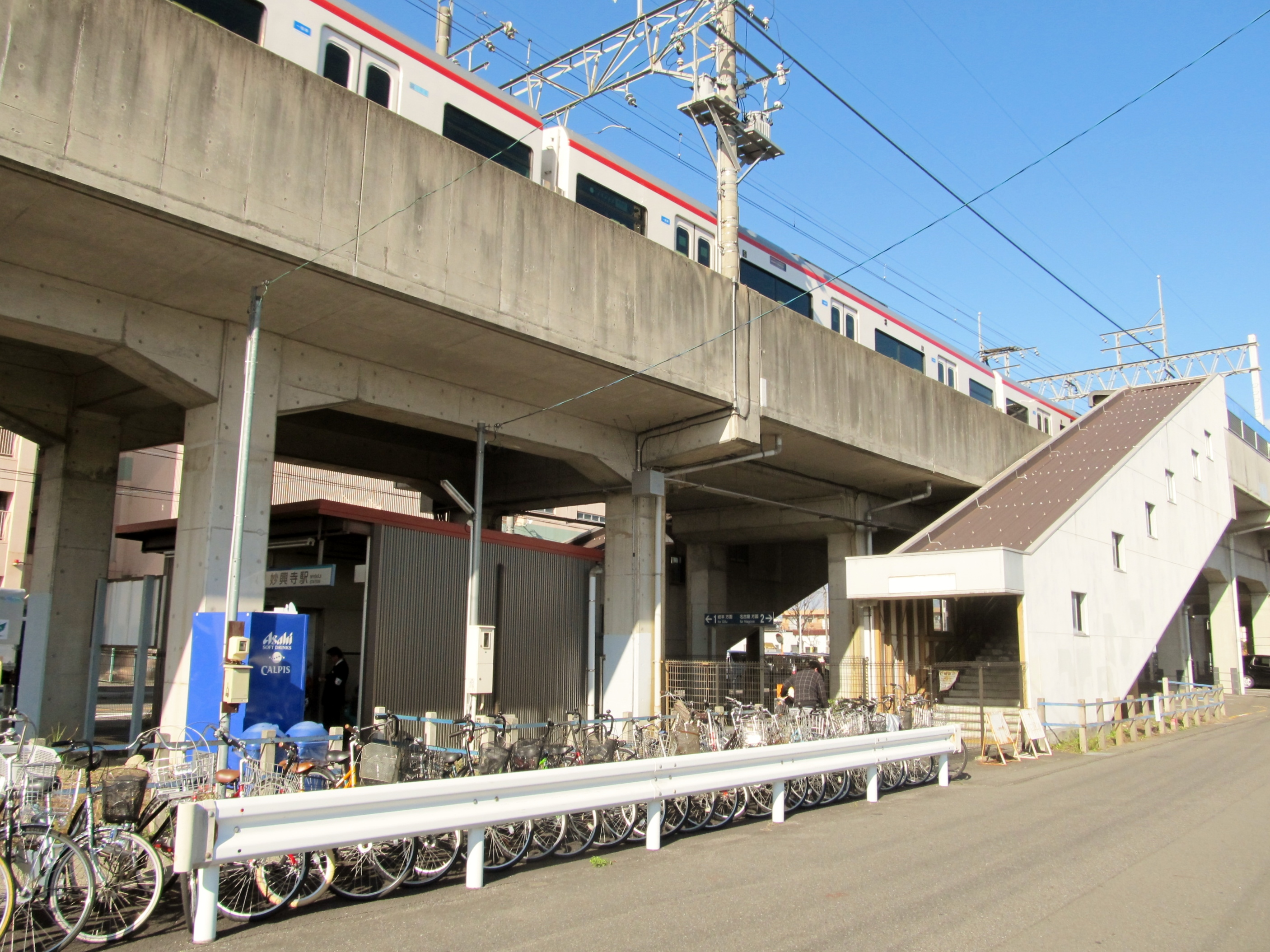
南閘口
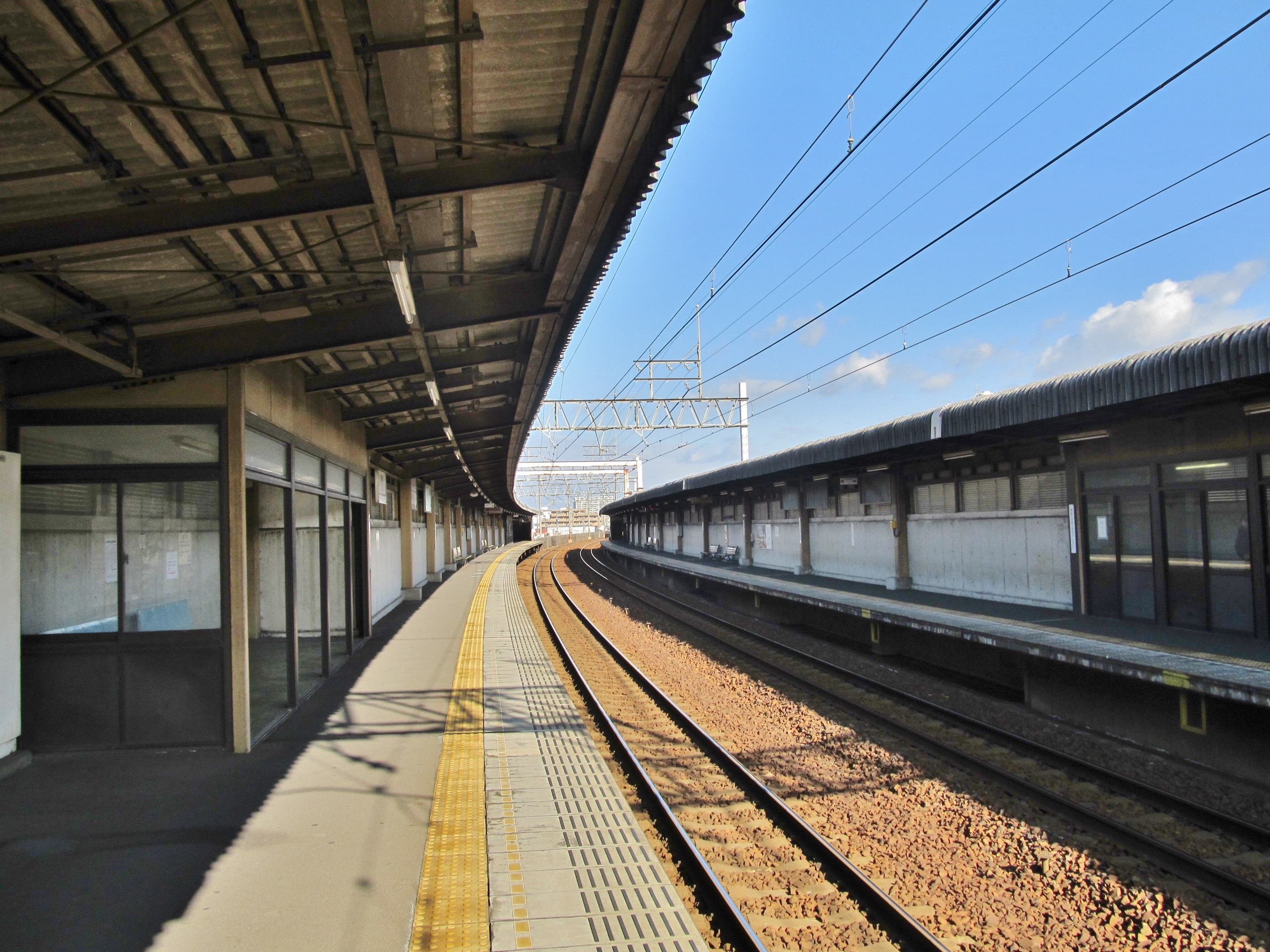
月台

### 配線圖
| ← 名古屋方向    | 妙興寺站 構內配線略圖 | → 一宮、 岐阜方向 |
| 图例 参考文献： |                       |                   |

## 相鄰車站
名古屋鐵道
 名古屋本線
□μ-SKY、□快速特急、□快速特急、■特急、□快速急行（特別停車）、■急行、■準急
通過
■普通
島氏永（NH48）－妙興寺（NH49）－名鐵一宮（NH50）

## 外部連結
- 妙興寺 - 名古屋鐵道